# Saïd Ben Saïd
Saïd Ben Saïd (arab. سعيد بن سعيد ; ur. 11 lipca 1966 w Tunisie) – tunezyjski producent filmowy osiadły na stałe we Francji. Wyprodukował ponad 40 tytułów filmowych, spośród których wiele reprezentowało wysoki poziom artystyczny i prezentowanych było na czołowych festiwalach filmowych.

## Życiorys
Wychował się w Tunezji, gdzie rozpoczęła się jego filmowa pasja, która przejawiała się np. w sprowadzaniu kaset VHS z Francji za pośrednictwem dyplomaty i przyjaciela jego rodziców. Ben Saïd przeniósł się do Francji w 1984, by pobierać nauki w prywatnej szkole Lycée privé Sainte-Geneviève w podparyskim Wersalu.
W 1996 znalazł zatrudnienie w wytwórni filmowej UGC, a w 2010 założył własną firmę produkcyjną SBS Productions. Wyprodukował takie filmy, jak m.in. Przyjaciel gangstera (2003) Francisa Vebera, Świadkowie (2007) André Téchinégo, Rzeź (2011) Romana Polańskiego, Mapy gwiazd (2014) Davida Cronenberga, Aquarius (2016) Klebera Mendonçy Filho, Synonimy (2019) Nadawa Lapida czy Benedetta (2021) Paula Verhoevena. 
Zdobył Cezara za najlepszy francuski film roku oraz nominację do Europejskiej Nagrody Filmowej dla najlepszego filmu za dramat psychologiczny Elle (2016) Paula Verhoevena z Isabelle Huppert w roli głównej.
Zasiadał w jury konkursu głównego na 72. MFF w Berlinie (2022).